# Lưu Minh Vũ
Lưu Minh Vũ (sinh ngày 5 tháng 6 năm 1970) là một biên tập viên, người dẫn chương trình người Việt Nam. Anh được biết đến nhiều qua vai trò MC của chương trình Hãy chọn giá đúng.

## Đầu đời
Lưu Minh Vũ sinh ngày 5 tháng 6 năm 1970 trong một gia đình làm nghệ thuật. Anh là con trai của cố nhà văn, nhà thơ, nhà biên kịch sân khấu Lưu Quang Vũ và nữ diễn viên điện ảnh Tố Uyên, cuộc hôn nhân của cha mẹ anh kéo dài từ năm 1969 đến năm 1972. Năm 1988, cha anh, Lưu Quang Vũ, cùng với người vợ thứ hai là nhà thơ Xuân Quỳnh và con trai Lưu Quỳnh Thơ đã đột ngột qua đời trong một vụ tai nạn ô tô ở Hải Dương.
Minh Vũ tùng theo học lớp chuyên Văn tại trường Hà Nội – Amsterdam, sau đó thi đỗ vào Trường Đại học Sân khấu điện ảnh để học nghề quay phim theo nguyện vọng của bố. Khi đang học đến năm thứ hai, anh được cử sang Đức du học.

## Sự nghiệp
Năm 1997, Lưu Minh Vũ tốt nghiệp khoa Báo chí của trường Đại học Khoa học Xã hội và Nhân văn, Đại học Quốc gia Hà Nội và bắt đầu công tác tại Đài Truyền hình Việt Nam. Anh có lần đầu tiên xuất hiện trên truyền hình trong vai trò người dẫn chương trình của cuộc thi Bảy sắc cầu vồng cùng với nhà báo Tạ Bích Loan. Năm 2000, anh tham gia dẫn chương trình Đường lên đỉnh Olympia trong năm thứ hai của cuộc thi, và tiếp tục giữ vị trí này ở năm thứ 4 và năm thứ 5. Sau đó, Minh Vũ kế nhiệm nhà báo Lại Văn Sâm để dẫn dắt chương trình chương trình Hãy chọn giá đúng từ năm 2005 đến cuối tháng 5 năm 2012, và trở lại ở vị trí cũ từ tháng 5 năm 2018 đến ngày 7 tháng 12 năm 2019 trong vai trò phụ dẫn cùng với MC Hồng Phúc.
Về sau, Lưu Minh Vũ dần hạn chế xuất hiện với tư cách MC và chuyển sang vai trò quản lý truyền hình. Anh hiện là phó trưởng phòng Trò chơi và Gặp gỡ trên truyền hình 1, Ban Sản xuất các chương trình Giải trí (đổi tên thành Ban Văn hóa - Giải trí từ năm 2025) của Đài Truyền hình Việt Nam.

## Đời tư
Minh Vũ quyết định xây dựng gia đình vào năm 29 tuổi (khoảng đầu năm 1999), anh và vợ quen nhau trước khi anh đi du học. Sau khi trở về, họ gặp nhau và chính thức kết hôn. Anh hiện đang có hai con trai.

## Chương trình truyền hình đã tham gia
- 7 sắc cầu vồng
- Ở nhà chủ nhật[4]
- Hành trình văn hóa[4]
- Đường lên đỉnh Olympia: Anh dẫn dắt chương trình cùng với nhà báo Tùng Chi vào các năm thứ 2, thứ 4 và thứ 5. Năm 2015, anh xuất hiện trở lại với tư cách là khách mời ở đêm gala kỷ niệm 15 năm của Đường lên đỉnh Olympia.
- Hãy chọn giá đúng
- Chiếc nón kỳ diệu: Anh là người thay thế cho người dẫn chính Tuấn Tú của chương trình trong một vài số đặc biệt vào dịp Tết Nguyên Đán Quý Tỵ 2013.
- Làng vui